# 大久保清
大久保清（日语：大久保 清，おおくぼ きよし，俄语：、1935年1月17日 - 1976年1月22日），是日本的連續殺人犯，被称为“群马县的斯大林”。1971年（昭和46年）3月至5月中旬2個月不到的時間內，利用家用車在路上接續誘拐八名女性且殺害，後遭到逮捕。1973年時受到死刑判決，1976年1月22日被執行死刑。

## 事件概況

### 生長過程
1935年（昭和10年）1月17日，大久保清在群馬縣碓冰郡八幡村出生，是家中3男5女中最小的，大哥出生沒多久就去世了，二哥的個性不被父母喜愛，因此大久保清從小就被兩親溺愛著，被他們以「ボクちゃん」稱呼。
父親是日本國鐵的司機，在太平洋戰爭之後因為人員管理（1949年）與他的二兒子（當時在國鐵擔任勤務）一併遭到解雇。母親是一個有俄羅斯血統的私生女，她在10歲的時候被當時在當小學的用務員（待確認）給收養，根據二哥的證言，父親是一個即使在孩子面前也可以發生性行為的人，二兒子的第一任、第二任老婆都遭到爸爸性侵害過。
太平洋戰爭後，因為擁有俄羅斯的血統，大久保清遭到了同儕的歧視。，從小就不愛念書，中學與小學時代老師都沒有給過很高的評價。
1946年（昭和21年）當時小學六年級的大久保清，就將比他年紀小的女孩拉到麥田中，以石頭強制塞入她的性器官。沒有多久被害者的親人找上門來抗議，大久保清的媽媽為大久保清說謊，說當時大久保清不在現場，直到受害人對大久保清指認後，母親還以「只是在玩醫生遊戲而已，不要太認真」的話擁護自己的兒子。
中學時代，父親開始在黑市工作，1950年大久保清中學畢業之後偶爾會幫忙家中的農業事務，1952年進入了群馬縣立高崎商業高等學校就讀，但是沒有多久就休學了，休學後，他在東京都板橋區的一間電器用品店工作和生活，但是因為偷窺女澡堂而被解雇。之後大久保清接受了嫁入電器行的姊夫幫助，在神田的電機學校就讀，但是在就讀的時候因為在紅燈區與一個娼婦發生糾紛而返鄉。1953年4月，親屬贊助他開了一間收音機的電器用品行「清光電器商會」。但是因為缺乏電器技術知識以及服務不周造成顧客流失，而且他也沒有修理部品的貨源，他在同年7月到隔年一月之前在高崎市的同業店家中高達8次進行竊盜後遭到逮捕，最後由大久保清的父親出面賠償並且和解得到了不起訴處分。電器行也因此倒閉。

### 第一次犯下的強姦案
1955年（昭和30年）7月12日，假裝是大學生的大久保清在前橋市內強姦一名17歲的女高中生。由於他是初犯，當時沒有對大久保清給予嚴重的懲處，只判他懲役1年6隔月，緩刑三年，同年12月26日，他又再次犯下了強姦事件，由於被害人頑強底抗而強姦未遂。這事件他又被判了兩年有期徒刑，合併第一次犯下的罪總共3年六個月並且被關入松本少年刑務所。
在刑務所中大久保清因為表現良好而被當成是模範囚，1959年（昭和34年）12月15日剩下六個月刑期的他被假釋。然而在這半年之後，隔年1960年（昭和35年）4月16日大久保清又假扮成全日本學生自治會總聯合的會員，在前橋市中襲擊並入侵了一名女大學生的住處，因為被害者發出巨大的聲音，遭到被害者的雙親目睹而未遂，後來雙方和談後不起訴。

### 婚後
1962年（昭和37年）5月，與去年認識並交往一年的女性結婚。在結婚之前大久保清一直使用假名與假職業與她交往，後來被發現之後大久保清依舊隱瞞著他的犯罪史。，第二年長男出生，他以谷川伊凡的筆名自費出版了一篇詩集『頌歌』。1964年（昭和39年）9月，他從妻子的親屬哪得到了支助在自己家中開啟了牛奶販賣店，一開始工作還頗認真的，但1965年（昭和40年）6月3日對了來他們店家偷兩罐牛奶的少年的哥哥進行威脅，要求他交出兩萬日圓，被依恐嚇未遂罪逮捕，遭到了懲役一年，緩刑四年的刑罰，之前的犯案史也被妻子給知道，牛乳屋從此陷入了不振，這一年大久保清的長女誕生。
大久保清結婚開始，就開始用自家用車外出誘拐少女，敲詐案之後又發生了另一件強姦事件。1966年（昭和41年）12月23日時以轎車乘載一名16歲的女高中生，在高崎市內停車後於車內施行強姦，次年又如法炮製誘拐了了20歲的女子短大生，在同一個場所強姦了她，因為這一事件大久保清又被逮捕，受到了3年又六個月的懲役，合併之前的恐嚇事件刑期一共4年6個月。
在牢中大久保清成為了模範囚，被所長四度表彰，這時期妻子也提出了離婚訴求，因大久保清希望等到刑期結束在處理而暫停，另外在獄中大久保清也開始計畫出獄後重新以室內裝飾品販售起業來更生，1971年（昭和46年）3月2日大久保清假釋。

## 連續殺人

### 事件發生
假釋之後，大久保清住在雙親的住宅中，另一方面，在大久保清關押時，妻子則回到了娘家居住，大久保清以希望妻子回到自己的房子與之同居的理由，希望挽回婚姻。但是在去拜訪妻子老家時，從婆婆那裏得到大久保清的二哥曾經到女方家提出「不要同居比較好」的提議，大久保清也從哥哥和雙親那邊證實了這件事情，這對認為家人會無條件幫助自己的大久保清大受打擊，之後大久保清因為殺人案被捕後，說道的殺人動機有一條就是「因為發生了這件事情，對將來沒有希望，希望把家人都一起拖連到連續殺人案之中。」。
之後，大久保清以要販售室內裝飾品，需要一台車子運送為理由，從雙親那得到資金購入了當時最新型的跑車。
3月31日在群馬縣多野郡犯下了最初的殺人事件，直到被逮捕的一個半月之中，他駕駛著自己的白色跑車平均一日約跑了170公里的路程，企圖搭訕將近150名女性搭上他的車(最後實際被確認的為127人)。其中被搭訕受騙上車的女性約有30人，這裡面有10多人與他發生了肉體關係，搭訕行動中被他無情殺害的女性有8位，屍體則遺棄在附近的工地中。
| 事件發生日    | 事件發生地點   | 被害者（括弧內為死者年紀） | 代號 |
| ------------- | -------------- | -------------------------- | ---- |
| 1971年3月31日 | 群馬縣多野郡   | 高中生 (17)                | A    |
| 1971年4月6日  | 群馬縣高崎市   | 服務生 (17)                | B    |
| 1971年4月17日 | 群馬縣前橋市   | 縣廳臨時職員 (19)          | C    |
| 1971年4月18日 | 群馬縣伊勢崎市 | 高中生 (17)                | D    |
| 1971年4月27日 | 群馬縣前橋市   | 高中生 (16)                | E    |
| 1971年5月3日  | 群馬縣伊勢崎市 | 日本電信電話公社職員 (18)  | F    |
| 1971年5月9日  | 群馬縣藤岡市   | 公司职员 (21)              | G    |
| 1971年5月10日 | 群馬縣前橋市   | 無職 (21)                  | H    |

這八件殺人事件的訴狀中，七件以「殺人・死体遺棄」罪名起述，G事件則被附加強姦罪起訴。此外，1971年4月11日群馬縣富岡市發生一起女性事務員被強姦並且負傷，這個事件被以強姦・強姦致傷罪起訴。

### 從逮捕到自供
由於G行蹤不明，G的兄長跟自己經營的公司的職員和朋友一起組成了一支搜索隊，在沒有跟警察聯繫的情況下自己開始搜索。G的哥哥在藤岡市内G外出的地方發現了G的腳踏車，但是在現場沒有找到G，於是在現場埋伏，恰好看到大久保清出現並且目睹了大久保清使用手套擦拭腳踏車(意圖消滅指紋），對此感到疑惑的G兄長上前攀話，沒有表達自己的身分，但是大久保清發現G兄長的制服上繡著會社名稱前面兩個字與G的姓氏相同，大驚後乘著自己的轎車後離去。可是警覺的G兄長記下了車牌號碼，並且報了警，警察從當時車種的販售店中查到了車主是誰。搜尋隊依照警察的指示，從5月12日開始用70台車子組成了城市搜查組，沿路進行地毯式搜查，13日晚間便抓獲了大久保清，並且交給了警察。
G的失蹤事件的捜査轉交給了群馬縣警察藤岡警察署，14日警方以對G進行目的性誘拐罪的罪名將大久保清逮捕。因為當時沒有大久保清犯案的相關證據，用這個理由收押他沒有辦法收押太久，但是在大久保清的車子中發現多名人類毛髮，被認為來自多名女性，警方因此公開了大久保清的面容，希望獲得更多證據，15日有一名女性透過面容出來指證遭到大久保清強姦，並且受到其傷害。
因為這個女性的供詞，警方加強的對大久保清的審問，大久保清終於承認了傷害了這名女性,並且殺害了G，但是他聲稱為了報復警察，堅決不說出藏屍地點。因此，在沒有屍體的狀況下，警方在市區進行了地毯式搜查，用了將近80天才找到所有的罹難者。
5月21日，在榛名湖附近發現了行方不明的A的遺体。不過、大久保清不承認A是他殺害的。捜査本部因此改變方針，用大久保清自己最欣賞的詩人(萊納·瑪利亞·里爾克)的詩對來開釋他，大久保清才供出殺害G的藏屍地點，27日依照大久保的供述中的場所發現了G的遺体。這時大久保才被以強姦殺人・死體遺棄的嫌疑犯逮捕。但是對於A和其他殺人案件他一邊說「到了秋天我就會講」一邊行使緘默權。6月4日說出了殺害A的供述。但是依然沒有其他事件的供述，使得案情一度沒有進展。這之間警察積極的調查，與大久保清有接觸過的女性身分，從大久保清的自家用車上殘留的被害女性毛髪還有體毛上開始調查確認了這些女性的身分並在市區開始詢問，用這些跟大久保清出去後就失蹤的女性的照片，看看是否有人看到他們最後行蹤，並且拜訪失蹤者的家人。從大久保清片段的供述發現，大久保清因「對警察跟雙親、兄長的反抗」拒絕再做更近一步的說明。因此警察再度改變方針，6月24日只以同一位警察密切審訊。大久保清說「只要能夠完成自己的條件的話就願意說出棄屍地點」。大久保開出7個條件，其中大多被警方拒絕，使的警方只好再以詩詞開導他，最後以答應兩個條件換取一個藏屍地點。捜査本部接受「記者不可以同行」，6月27日在榛名町内大久保清供述的場所發現了D的遺體。
之後大久保清表示需要答應其他條件為理由停止交涉。7月13日再次以「新聞報社者不可同行」的條件交代了E、F還有別的男性（實際上是說謊的）的屍體遺棄場所，但是警方一出去調查時大久保清就說「我沒有說過那種話」，結果那天果然沒有發現任何線索。由於無法跟大久保清達成更多的協議，警察決定將他轉送到松井田警察署所審問。松井田署管内並沒有其他被關押的犯人，讓大久保清處於被孤立的狀態。(由於在 前橋警察署時大久保清是在跟其他犯人關押在一起。)結局、7月20日說出了F的藏屍地點、21日說出了E的藏屍地點、22日說出了B的藏屍地點、29日說出了C和H殺害並且遺棄了死体的供述。為了避免挖屍體時候到群眾的圍觀而在深夜中挖掘。但是除了H之外4人在工地中相續被挖出。
在此期間，妻子提出的離婚協議通過了。

### 從判決到死刑執行
大久保清遭到刑事起訴，以強制性交罪・謀殺罪・遺棄死體罪移送法辦。初判在1971年10月25日，前橋地方裁判所開庭。庭上大久保清否認所有的指控並且以「我根本沒有做過這些事情」答覆、但是在鐵證如山下依然被判處死刑。
大久保清自知難以回天，因此找上了東京醫科齒科大學的教授中田修做精神鑑定。鑑定結果「精神完全正常，但是性格異常，具有表演性，自我意識高，對他人的痛苦無共情性並且伴隨著性慾亢進的特色」。
之後大久保清在第2、3回訴訟中，與其親屬發生爭吵，並且說自己「怎样都会被判死刑」將他的辯護律師解任，1973年1月8日還誣告法官，檢察官職權亂用，聲稱自己是權力下的受害者、《中日新聞》（中日新聞社）在1973年2月22日報導大久保清之所以會有這些行動是「他的延命策。把自己塑造成一個反權力的鬥爭者」。之後町田繁律師成為大久保清的律師。町田說出了大久保對被害者還有其遺族表達謝罪並且將會持續懺悔。
1973年（昭和48年）2月22日判決確定，前橋地裁刑事部（裁判長为水野正男）宣判大久保清判處死刑。、根據以下幾點判決理由來判決大久保清死刑。
- 對於他人生命的犧牲沒有反省具有顯著的反社會性，被告人為了自己的欲望將平凡的年輕女性的生命一個接一個奪走[56][23]。
- 將自己的罪刑美化成對於權力的對抗，美化自己的虛偽態度，說明被告人完全沒有展現出悔意[23]。
- 現行的刑罰制度除了死刑以外，沒有其他適合的刑罰可以用在此案上[56][23]。

當時大久保清在1973年3月7日收監時，在前橋刑務所與相識的人會面後說出了「完全沒有上訴的想法」，到了可以向東京高等法院上訴的最終期限的隔天（1973年3月8日）也沒有提出申訴。結果，大久保在上訴期限1973年3月9日凌晨0時結束因為沒有向東京高等法院提出上訴控而判除死刑定奪。
死刑確定後，1973年4月3日付移交給東京拘留所。同年10月，大久保在獄中寫下《訣別之章 死刑囚・大久保清獄中手記》（KKロングセラーズ。編集：大島英三郎），在裡面他還有幾處認為自己也是受害者，出版後KKロングセラーズ還遭到大久保清申訴到東京地方法院理由是「書名本來是『訣別之詩』，出版社擅自改成了『訣別之章』。這是侵害著作權」。
法務省（法務大臣：稻葉修）發布了死刑執行令、大久保清於1976年（昭和51年）1月22日在東京拘置所執行死刑（终年41歲）。從死刑確定開始2年又10個月後就執行死刑，相較於其他死刑犯還要快速許多。

## 其他
關於他在獄中的手記『訣別之章』、風俗史家下川耿史在他的著書『殺人評論』中批判此書「他用了很多尼采和阿圖爾的艱深用語，還有顯示出許多對於國家權力的反感，雖然言詞艱深但是涵義淺薄，裡面還有許多他自己寫的多愁善感的詩句，這是一個36歲中年男子的寫作內涵卻宛如一個中學生的程度」。
受到調查時，大久保清特別討厭三這個數字。因為大久保清在被移送到松井田署時，他被關押的房間就是三號。
另外雖然大久保清有提到，對於警察，雙親以及兄長不滿，但是真正的犯案動機卻是謎團，他從來沒有透露自己為何要這樣子犯案，答案隨著他的快速處決而變成了永遠的謎團。
而大久保清的親屬亦受到群馬縣群眾獵巫式的攻擊，連祖墳都被破壞，祖先的骨灰都散落一地。
據說大久保清在死前，曾對獄友以及來訪問他的人說：「不想活太久，很想死。」行刑前當時警察問大久保清說是否要請和尚念經，大久保平靜地說到：「不用。」，警察又勸說：「和尚都已經來了，就唸一下吧」。大久保清才說：「那就唸一下吧」。死後，媒體爭先恐後的報導，下了聳動的標題說：「大久保清死前大喊南無阿彌陀佛」「大久保清死前腳軟，腰都挺不起來了，還失禁了一地板」「被警察強押上刑台的」。但是受到了當時在旁邊唸經的和尚渡邊普相反駁，他回憶道，沒有拖進去又失禁這回事，但是受刑人眼神渙散，已經不能稱作是人類了。。

### 文獻
- 筑波昭. . 草思社. 1982-11. ISBN 4-79-420161-3.
  - 2002年改題目為『連続殺人鬼大久保清の犯罪』，刊登在新潮文庫。